# Воаванга
Воава́нга (лат. Vangueria madagascariensis) — вид растений из рода Вангерия (Vangueria) семейства Мареновые (Rubiaceae). Культивируется на Мадагаскаре и в тропических областях Африки в качестве плодового растения. Растение натурализовано также в других тропических областях земного шара Австралия, Латинская Америка, Юго-Восточная Азия, но выращивается там значительно реже.

## Название

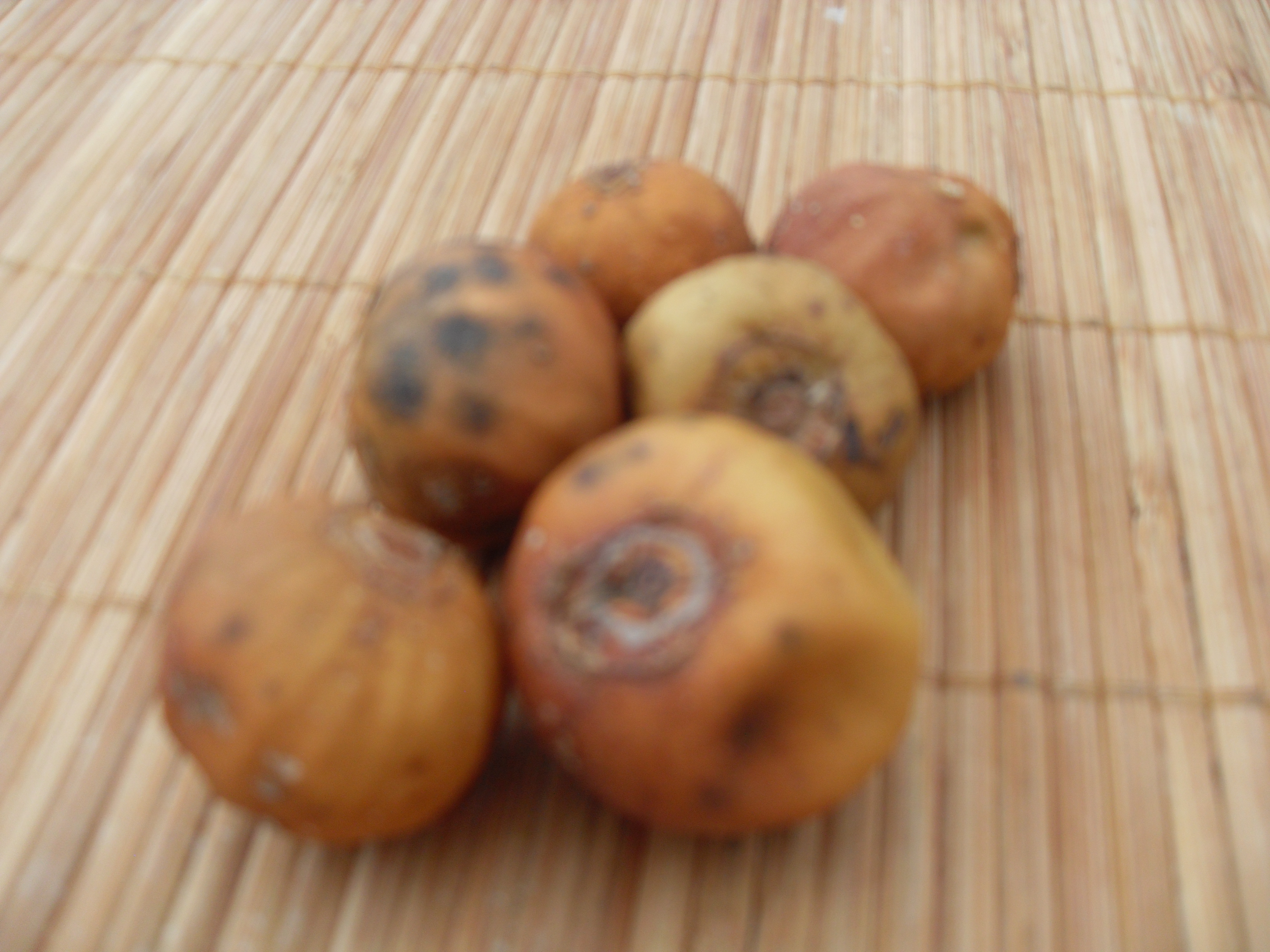
Спелые плоды Vangueria madagascariensis

Это растение известно также под обиходными названиями англ. spanish-tamarind, tamarind-of-the-Indies; фр. vavangue, voavanguier; исп. tamarindo extranjero.

## Описание
Кустарник или небольшое дерево высотой до 5 метров с гладкой корой. Листья овальные или яйцевидные с заострённым кончиком, длиной до 20 см, расположены на ветвях супротивно. Листовые пластинки цельнокрайные, сверху тёмно-зелёные, снизу более светлые. Цветки мелкие, зеленоватые или кремовые, собраны в плотные цимозные соцветия.
Плоды округлые, диаметром до 5 см, с гладкой зелёной кожицей, которая при созревании становится желтовато-коричневой. Мякоть плотная, умеренно сочная, у недоспелых плодов вяжущая, у спелых приобретает приятный вкус. Плод содержит 4—6 тёмно-коричневых семян длиной 1—2 см.

## Значение и применение
Спелые плоды едят в свежем виде, незрелые тушат, как овощи, или делают из них джем.